# Ivailo Gabrovski
Ivailo Gabrovski (en búlgar, Ивайло Габровски) (Sofia, 31 de gener de 1978) va ser un ciclista búlgar, que fou professional del 2000 al 2014. Múltiple campió nacional tant en ruta com en contrarellotge, també va guanyar cinc cops la Volta a Bulgària
El juliol de 2012 va donar positiu per EPO en un control a la Volta a Turquia que havia guanyat. Va ser suspès durant dos anys i se li va retirar el triomf.

## Palmarès
- 1999
  - Vencedor de 2 etapes a la Volta a Turquia
- 2000
  - 1r al Circuit des monts du Livradois
- 2001
  -  Campió de Bulgària en contrerellotge
  - 1r al Tour de l'Ain
  - Vencedor d'una etapa al Tour de Poitou-Charentes
- 2002
  -  Campió de Bulgària en ruta
- 2003
  -  Campió de Bulgària en contrerellotge
  - 1r a la Volta a Bulgària i vencedor de 3 etapes
- 2004
  -  Campió de Bulgària en contrerellotge
  - 1r al Premi Slantchev Brjagi i vencedor de 3 etapes
  - Vencedor d'una etapa al Circuit des Mines
  - Vencedor de 2 etapes a la Volta a Bulgària
- 2005
  -  Campió de Bulgària en ruta
  -  Campió de Bulgària en contrerellotge
  - 1r a la Volta a Romania i vencedor d'una etapa
  - Vencedor d'una etapa a la Volta a Bulgària
- 2006
  -  Campió de Bulgària en ruta
  -  Campió de Bulgària en contrerellotge
  - 1r a la Volta a Bulgària i vencedor de 2 etapes
  - 1r a la Volta a Sèrbia i vencedor de 2 etapes
- 2007
  -  Campió de Bulgària en ruta
  -  Campió de Bulgària en contrerellotge
  - 1r a la Volta a Turquia i vencedor de 2 etapes
  - 1r a la Romsée-Stavelot-Romsée
  - 1r a la Volta a la Província de Lieja i vencedor d'una etapa
  - Vencedor d'una etapa a la Volta a Bulgària
- 2008
  -  Campió de Bulgària en contrerellotge
  - 1r a la Volta a Bulgària
  - Vencedor d'una etapa al The Paths of King Nikola
  - Vencedor d'una etapa a la Volta a Sèrbia
- 2009
  -  Campió de Bulgària en ruta
  - 1r a la Volta a Bulgària i vencedor de 2 etapes
  - 1r al Gran Premi de Xarm al xeic
  - 1r al Tour de Voivodina II
- 2011
  - 1r a la Volta a Bulgària i vencedor d'una etapa
- 2012
  - 1r a la Volta a Turquia i vencedor d'una etapa